# Metagene
Metagene (in greco antico: Μεταγένης?, Metagénes; in latino Metagenes; Atene, 450 a.C. circa – 380 a.C. circa) è stato un drammaturgo greco antico.

## Biografia
L'unico dato che abbiamo della biografia di Metagene è che fosse ateniese e contemporaneo di Aristofane. Ciò fa di Metagene uno tra gli ultimi rappresentanti della commedia antica. 

## Commedie
La Suda tramanda 5 titoli: Αὖραι (Le brezze), Μαμμάκυθος (Il grullo), Θουριοπέρσαι (Turiopersiani), Φιλοθύτης (L'amante dei sacrifici), Ὅμηρος ἢ Ἀσκηταί (Omero o i mestieranti).